# Pidonia pullata
Pidonia pullata là một loài bọ cánh cứng trong họ Cerambycidae.